# Іванковичі
Іва́нковичі — село в Обухівському районі Київської області. До 1947 року — село Янковичі.
Населення — близько 3000 жителів.

## Історія села
Існує переказ, що село заснував Ян Острозький та збудував дерев'яний костел, наразі зруйнований.[джерело?]
Як свідчить український краєзнавець Лаврентій Похилевич у праці «Сказания о населенных местностях Киевской губернии»:
|  | рос. ЯНКОВИЧИ село в 4-х верстах от Рославич и в 20-ти от Киева при истоках ручья, к Ходосовке текщего. Жителей обоего пола 894. Село расположено по раздолам меж гор на земле очень способной к садоводству, которым жители и занимаются. Для хлебопашества земля тоже годится, особенно возвышенные равнины, покрытые черноземом. Через село проходила в древности дорога из Киева в Васильков. У жителей существует предание, что Янковичи основано каким-то знатным польским вельможей Яном (имя Ян употреблялось и у Киевлян. Известен Ян — вельможа князя Святополка в 1093 году), что этот Ян после разорения Киева и состояния его с окресностями под польским правительством основал даже здесь латинский монастырь и хотя ныне не остолось от этого монастыря никаких следов, вероятно, потому что все здания его, по тогдашнему в этих странах обилию лесов, все были деревянные, но на том месте, где он был, и теперь выкапывают гробы с человеческими костями, а также находят древние римские и польские монеты, а в Лысом яру близ нынешней приходской церкви находятся развалины погребов, принадлежавших по преданию тому же латинскому монастырю. К древностям Янкович принадлежат также несколько древних могил, на запад от села находящихся. Они носят названия: Турова, Острая, Безыменная и Оброслая. Последнюю, самую высокую, раскапывал в 1846 году профессор Иванишев, но кроме человеческих костей ничего в ней не оказалось. |

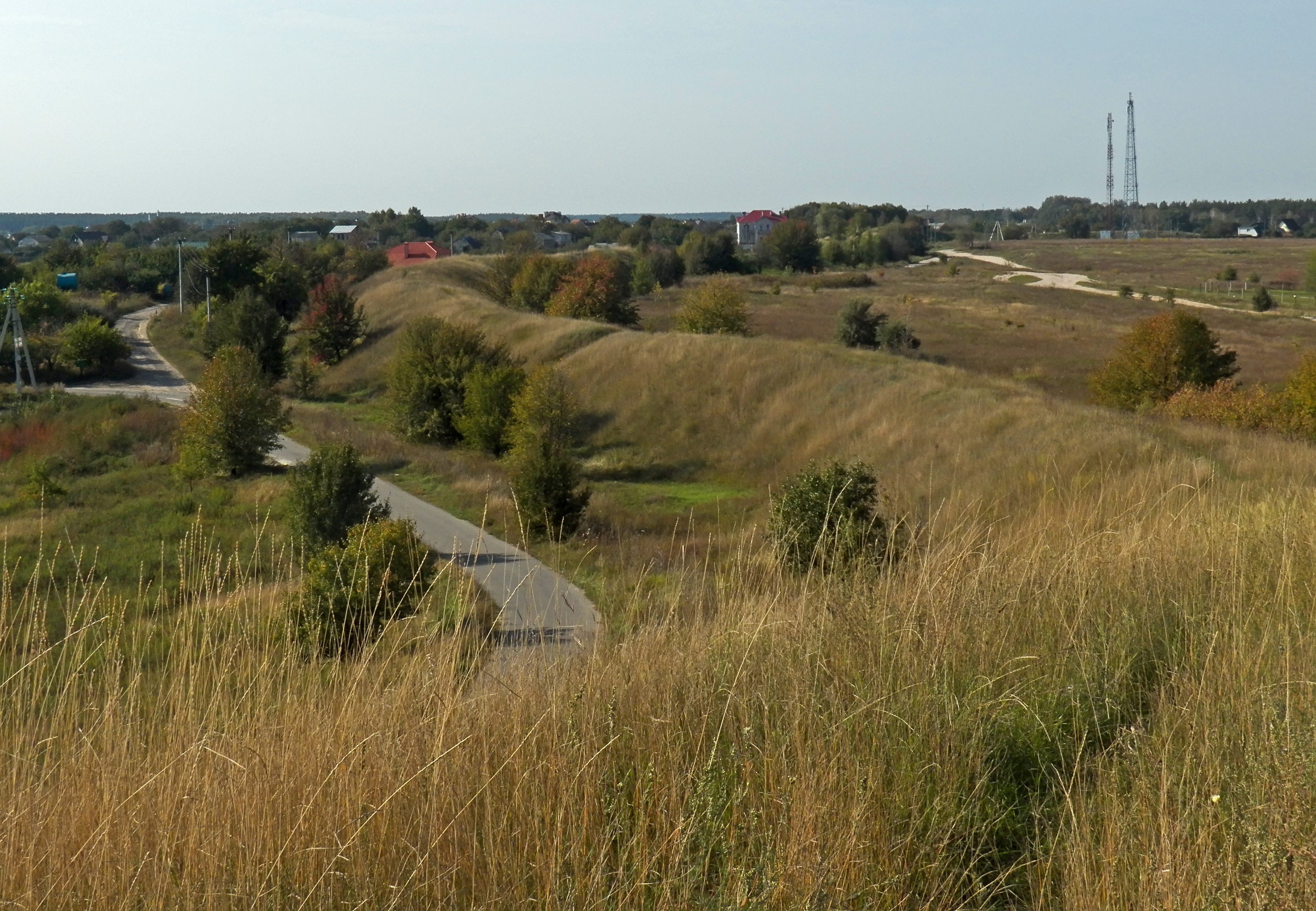
Змієві вали поблизу села

Разом із тим, в архівних матеріалах опису київського замку, на які посилається М. Грушевський, існує й давніша згадка про село, датована 1552 роком. При цьому в ній йдеться про спустошення села, що свідчить про його ще давніше існування.[джерело?]
Мирослав-Любомир Чепа висловив гіпотезу, що Янковичі існували вже у 1099 році, коли «місяця січня в 30, на святого Іполіта, купила землю Боянову княгиня Всеволодова». Згідно гіпотези Вельтмана-Чепи Боян і Ян є одна й та сама особа, а Янковичі є тією «землею Бояна», яку купила княгиня Всеволожа, дружина Всеволода Ярославовича, мати Ростислава Всеволодовича. Таким чином Янковичі і Рославичі були передані княгинею у володіння Києво-Софійському монастирю, у якому зберігалися саркофаги її чоловіка і сина.
У давніші часи ця місцевість називалася Білокняжим полем, і через неї проходив старовинний шлях з Києва через Васильків до Білої Церкви.
Метричні книги, клірові відомості, сповідні розписи церкви Різдва Пресвятої Богородиці с. Янковичі (приписні с.* Мархелівка, Видубицька Віта) XVIII ст. - Київського пов. Київського нам., з 1797 р. Київського пов. Київської губ.; ХІХ ст. - Гвоздівської (Хотівської) волості Київського пов. Київської губ. зберігаються в ЦДІАК України. http://cdiak.archives.gov.ua/baza_geog_pok/church/yank_005.xml [Архівовано 21 грудня 2018 у Wayback Machine.]

## XX сторіччя
До 1917 село підпорядковувалося Києво-Святошинському монастиреві й наприкінці ХІХ століття налічувало 242 обійстя, а на початку ХХ століття — вже 360.
Населення було переважно неписьменним, але село в маленькій хатинці біля церкви мало свою церковно-парафіальну школу. Навчалися там 4 групи селян, яких досить тривалий час навчала попівна Катерина, донька Аристарха Хотинського.
У 1921 році Іванковичі перейшли під управління міста Василькова. На той момент Іванковичі вважалися багатим селом, яке мало 6 вітряних млинів, 2 кузні, хлібну комору, що вміщала 289 чверті озимого і 194 чверті ярого зерна. Того ж року було організовано комітет бідноти, а у 1929 році — перші споживчі кооперативи, керівниками та організаторами яких були: Кузьменко Григорій Лукич, Ткаченко Кузьма Якович та Клименко Мина Гнатович. З цього часу починається розбудова села: у 1930 році відкривається перший сільський клуб у куркульській хаті, з'являється перший трактор у 1935 році. Іванковичі належали до колгоспу ім. Чапаєва, який був одним із зразкових та передових колгоспів на теренах Радянської України. Саме тому Погонщенко Семен Андрійович представляв село на Першому Всеукраїнському з'їзді колгоспників-ударників. Андрущенко Мусій Сидорович — був відомий як перший голова колгоспу, а Шкільний Семен Андрійович — перший голова сільської ради.[джерело?]
Під час Голодомору 1932-1933 років у селі достеменно відомо про 7 жертв, двоє з яких діти.
Під час Німецько-радянської війни село було впродовж 2 років і 4 місяців окуповано Німеччиною. 6 листопада 1943 року радянські війська визволили село. 217 жителів с. Іванковичі нагороджені орденами та медалями СРСР.
1959 року було створено Васильківську птахофабрику, відділком № 3 якої стало с. Іванковичі, а вже у 1975—2003 роках тут стали займатися вирощуванням плодово-ягідних культур.

## Сучасність
4 січня 2014 року Патріарх Київський і всієї Руси-України Філарет звершив чин великого освячення новозбудованого храму на честь Різдва Пресвятої Богородиці. 

## Інфраструктура
15 березня 2019 року в селі було відкрито нову сучасну амбулаторію.

## Відомі люди

### Народилися
- Москаленко Іван Іванович (1907—1982) — генерал, комісар державної безпеки, один з керівників НКВС і КДБ СРСР, очолював підрозділи СМЕРШу та контрозвідки.
- Полонський Віталій Анатолійович (1985—2014) — солдат 12-го тербатальйону «Київ», учасник російсько-української війни 2014—до цього часу.

### Мешканці
- Володимир Олександрович Зеленський (нар. 1978) — український комік, шоумен, актор та політик. Шостий президент України з 20 травня 2019 року.